# Будьоновка
Будьо́новка (рос. Будёновка) — селище у складі Грачовського району Оренбурзької області, Росія.

## Населення
Населення — 89 осіб (2010; 109 у 2002).
Національний склад (станом на 2002 рік):
- росіяни — 82 %